# Loire-sur-Rhône
Loire-sur-Rhône es una comuna francesa situada en el departamento de Ródano, de la región de Auvernia-Ródano-Alpes. Pertenece a la aglomeración urbana de Lyon.